# Thomas Czajka
Thomas Czajka es un deportista austríaco que compitió en vela en la clase Tornado. Ganó una medalla de plata en el Campeonato Mundial de Tornado de 2009.

## Palmarés internacional
| \| Campeonato Mundial \| Campeonato Mundial \| Campeonato Mundial \| Campeonato Mundial \| \| Año \| Lugar \| Medalla \| Clase \| \| ------------------ \| ------------------ \| ------------------ \| ------------------ \| \| 2009 \| Bogliaco (Italia) \| Medalla de plata \| Tornado \| |                   |                  |         |
| Campeonato Mundial |                   |                  |         |
| Año | Lugar             | Medalla          | Clase   |
| 2009 | Bogliaco (Italia) | Medalla de plata | Tornado |